# Santi Romano
Santi Romano  (Palermo, 31 de janeiro de 1875 — Palermo, 11 de março de 1947) foi um jurista italiano com atuação nas áreas da teoria do direito, do direito constitucional, do direito administrativo e do direito internacional.

## Biografia
Formou-se bacharel em Direito em 1896, pela Universidade de Palermo e trabalhou por muitos anos como docente universitário, sendo professor catedrático de direito constitucional na Universidade de Modena (1906), de direito administrativo na Universidade de Pisa (1909), de direito constitucional e internacional na Universidade de Milão (1925) e de direito administrativo e constitucional na Universidade La Sapienza de Roma (de 1928 a 1943). Foi sócio da Accademia dei Lincei, de 1935 a 1946, assim como correspondente da Accademia di Scienze lettere ed arti de Turim, Palermo e Módena.
No âmbito acadêmico, teve importante carreira, sendo nomeado presidente das Faculdades de Direito de Pisa, de 1923 a 1925, e de Milão, de 1925 a 1928.
Filiou-se em outubro de 1928 ao PNF (Partido Nacional Fascista) e dois meses depois foi nomeado por Benito Mussolini para o Conselho de Estado, onde trabalhou de 1928 até 1944, quando, após a derrota do fascismo, foi acusado, em 8 de Julho, de ter apoiado o regime fascista.Um ano depois, a Suprema Corte de Cassação emitiu um acórdão de decadência a respeito da acusação. Em 1948 o procedimento judiciário foi extinto após a anistia política assinada pelo então ministro da Justiça, Palmiro Togliatti, também secretário do Partido Comunista Italiano.
Durante sua vida recebeu numerosas honorificências: foi nomeado pelo rei Vítor Emanuel III a cavaleiro, cavaleiro oficial, comendador, grande oficial e grão-colar da ordem da Coroa da Itália. Em 1934, foi nomeado pelo rei senador do Reino.

## Obra e influência
Santi Romano foi aluno de Vittorio Emanuele Orlando, considerado o fundador do direito público italiano e figura de grande relevância na Universidade de Palermo, o maior centro italiano de estudos de direito público da época. Ainda colaborou com Orlando numa revista por ele fundada e atuou no escritório de advocacia do mesmo. Aos 22 anos, quando deixa Palermo e o escritório de Orlando, seu pensamento pode finalmente ganhar autonomia.
Santi Romano é conhecido por ter sido um dos mais influentes juristas da teoria institucional do direito: segundo esta doutrina a norma jurídica, malgrado a sua importância, não comporta todo o mundo do direito e, antes, por ser qualificada como jurídica deve já advir do direito entendido no seu aspecto fundamental. Isso permite compreender que "O direito, antes de ser norma e antes de se referir a uma simples relação ou a uma série de relações sociais, é organização, estrutura e posição da mesma sociedade em que se desenvolve e que ele constitui como unidade, como ente por si mesmo". O direito surge da necessidade e é sua principal fonte.
Santi Romano propõe uma visão ordenamental do direito, descentralizando a produção jurídica do monopólio do aparelho estatal e deslocando o eixo do direito para a sociedade, no sentido de que esta é a sua referência primária. Enquanto o estado é compacto e representa somente uma projeção parcial do direito, a sociedade hospeda e nutre manifestações caracterizadas pela mais clara diversidade substancial, operando a partir de suas próprias distinções e valorações sociais. Dentro de um território específico, sujeito ao mesmo poder político, podem conviver uma pluralidade de ordenamentos jurídicos. Opõe esta visão ordenamental, onde os elementos mais importantes são as estruturas comunitárias, grandes ou pequenas, e onde as normas jurídicas se encarnam em princípios que ordenam uma convivência civil,  à visão potestativa do direito, que opera através de um Estado garantidor da liberdade sócio-econômica e dos direitos fundados a partir do indivíduo encarado como o único sujeito de direitos.
O Direito, sustenta Santi Romano, não deve ser considerado como um produto exclusivamente estatal, mas sim como um fenômeno verificável em todas as organizações sociais, as quais, como o próprio Estado, são verdadeiros centros de produção de normas, mesmo que não reconhecidas pelo direito estatal e até mesmo contrária a ele, como organizações criminosas. Para Santi Romano, portanto, onde houver qualquer sociedade haverá, sempre, direito. Não só o Estado, mas qualquer grupo social, é fonte de direito; e se o direito estatal é direito, nem por isso o direito deve ser sempre e necessariamente estatal, abrindo-se espaço para a produção do direito por outras instituições, como as empresas e a Igreja. Logo vê-se que o mesmo está falando de pluralismo jurídico.
A teoria de Santi Romano foi apoiada por Maurice Hauriou e Georges Renard, e contraposta pelo jurista austríaco Hans Kelsen, defensor da produção normativa pelo processo legislativo.
É famoso o ensaio de Cesarini Sforza, de 1929, com o título "O Direito dos Privados", no qual ele desenvolve ideias de Santi Romano. Propõe uma fenda vertical na sociedade a fim de analisá-la: na superfície estariam as regras estatais; mais abaixo, as regras oriundas do costume; finalmente, na base, as regras dos privados que, se auto-organizando, geram autênticos ordenamentos jurídicos. Diz Cesarini: "A multiplicidade dos ordenamentos jurídicos se baseia na espontaneidade criadora da consciência jurídica".
Atualmente, é possível sentir a influência do pensamento jurídico de Santi Romano em juristas como Sabino Cassese, Gustavo Zagrebelsky, Paolo Grossi e Natalino Irti. No Brasil, em Fábio Konder Comparato, Antonio Carlos Wolkmer, Arno Dal Ri Jr. e Ricardo Marcelo Fonseca.

## Bibliografia completa

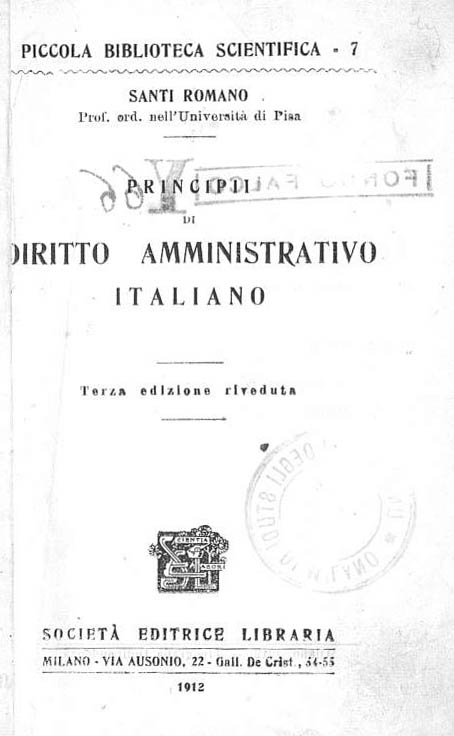
Principii di diritto amministrativo italiano, 1912